# Ден О’Бенон
Данијел Томас О'Бенон (30. септембар 1946 — Лос Анђелес, 17. децембар 2009) бивши је амерички сценариста, редитељ и супервизор за визуелне ефекте, посебно за научну фантастику и хорор филмове.
О'Бенон је написао сценарио за филм Осми путник, који је адаптирао по причи коју је написао заједно са Роналдом Шусетом. Такође је написао и режирао хорор комедију Повратак живих мртваца. Радио је компјутерску анимацију за филм Ратови звезда — епизода IV: Нова нада, први филм у серијалу Ратови звезда. Такође је радио на сценаријима за филмове Тамна звезда, Хеви метал и Тотални опозив.

## Приватни живот и смрт
Са женом Дијаном имао је сина Адама. Умро је 17. децембра 2009. године, у Лос Анђелесу, услед компликација од Кронове болести. О'Бенон је подијелио своја искуства у борби са Кроновом болешћу, у сцени пробијања грудног коша у филму Осми путник.